# Ban Bí thư Ban Chấp hành Trung ương Đảng Cộng sản Nga khóa XIII (1924–1925)
Ban Bí thư Ban Chấp hành Trung ương Đảng Cộng sản Nga khóa XIII (1924-1925) được bầu tại Hội nghị Trung ương lần thứ nhất của Ban chấp hành Trung ương Đảng Cộng sản Nga (Bolsheviks) khóa XIII được tổ chức ngày 6/6/1924.

## Ủy viên chính thức
| Tên (sinh–mất)                 | Bắt đầu   | Kết thúc   | Thời gian       | Ghi chú                                          |
| ------------------------------ | --------- | ---------- | --------------- | ------------------------------------------------ |
| Andrei Andreyev (1895–1971)    | 6/6/1924  | 31/12/1925 | 1 năm, 208 ngày | —                                                |
| Andrei Bubnov (1883–1938)      | 30/4/1925 | 31/12/1925 | 1 năm, 208 ngày | Bầu tại Hội nghị toàn thể lần thứ 6.             |
| Lazar Kaganovich (1893–1991)   | 6/6/1924  | 30/4/1925  | 1 năm, 208 ngày | Miễn nhiệm tại Hội nghị toàn thể lần thứ 6.      |
| Vyacheslav Molotov (1890–1986) | 6/6/1924  | 31/12/1925 | 1 năm, 208 ngày | Bí thư thứ 2 Ban Bí thư.                         |
| Joseph Stalin (1878–1953)      | 6/6/1924  | 31/12/1925 | 1 năm, 208 ngày | Bầu Tổng Bí thư tại Hội nghị toàn thể lần thứ 1. |
| Nikolai Uglanov (1886–1937)    | 20/8/1924 | 31/12/1925 | 1 năm, 133 ngày | Bầu tại Hội nghị toàn thể lần thứ 6.             |
| Isaak Zelensky (1890–1938)     | 6/6/1924  | 20/8/1924  | 75 ngày         | Miễn nhiệm tại Hội nghị toàn thể lần thứ 2.      |

## Ủy viên dự khuyết
| Tên (sinh–mất)                 | Bắt đầu   | Kết thúc   | Thời gian       | Ghi chú                                      |
| ------------------------------ | --------- | ---------- | --------------- | -------------------------------------------- |
| Nikolay Antipov (1894–1938)    | 12/6/1924 | 31/12/1925 | 3 năm, 202 ngày | Bộ Chính trị bổ nhiệm thành viên Ban Bí thư. |
| Klavdija Nikolaeva (1893–1944) | 12/6/1924 | 31/12/1925 | 3 năm, 202 ngày | Bộ Chính trị bổ nhiệm thành viên Ban Bí thư. |
| Peter Zalutsky (1887–1937)     | 12/6/1924 | 31/12/1925 | 3 năm, 202 ngày | Bộ Chính trị bổ nhiệm thành viên Ban Bí thư. |